# فائز مقدسي
فائز مقدسي إعلامي سوري عمل في إذاعة مونت كارلو.
ولد 'فائز مقدسي' في سوريا، أتم دراسته الثانوية في مدينة حلب، ثم أقام في باريس عام 1972، حاصل على دبلوم في التاريخ العربي القديم، واللغات السامية المُقارِنة من جامعة السوربون، والجامعة الكاثوليكية، عمل في الصحافة المكتوبة وأستاذاً للغة العربية. وهو أيضاً شاعر، باحث، ومؤلف وصحفي، وعرفه المُستمِعُ العربي كإذاعي تميز بصوته العذب وتفرد بنبرته الرخيمة؛ فلا تخطئه أذن مستمعيه بما فيه من حميمية وود عميقين.

## تجربته الإذاعية
انضم فايز إلى فريق إذاعة «مونت كارلو» التي أصبح اسمها فيما بعد «مونت كارلو الدولية» كمعد ومقدم برامج عام 1989. وتعد فترة وجوده بالإذاعة بحق أوج عصرها الذهبي، عندما كانت مسموعة بشكل كبير في كل أنحاء الوطن العربي، وكانت إذاعة جديدة وذات أسلوب جديد، وبرامج جديدة. نجح فائز بذكاء في تقديم ثقافة راقية لمستمعيه بلغة المخاطبة العادية في الحياة اليومية. كما قدم منذ انضمامه للإذاعة العديد من البرامج الثقافية والحوارية المنوعة التي نالت شعبية واسعة وتميزت حرفيته الإذاعية بوتيرة متصاعدة في العطاء يقابلها هوس كبير حظي به من مستمعيه طوال واحد وعشرين عاماً قضاها في إذاعة «مونت كارلو الدولية».
ولعل البرنامج الذي قدمه عبر الأثير وأعطاه شهرة كبيرة هو «العوالم السحرية»، وهو برنامج تواصلي مع المستمعين والمستمعات، من خلاله يرسلون للإذاعة الرسائل ليجيب عنها فائز مقدسي، وكان ذلك في تسعينيات القرن الماضي، ومن خلال تعليقه على الرسائل أحبّ المستمعون طريقته في التعليق وأسلوبه في إسداء الرأي والمشورة.
ومن أشهر اللقاءات الإذاعية التي قدمها للمستمع العربي لقاءه مع منصور الرحباني عام 1995.
كما عمل فائز في تقديم البرامج الثقافية، كبرنامج «مسافات» الذي ارتبط باسمه، وفيه استقبل الشعراء بشكل خاص. ثم برنامجه الإذاعي «فصول»، وآخر عنوانه «أفكار» وفيه تبادل الأفكار بينه وبين الضيوف المجتمعين حول طاولة مستديرة، ليفتح فيها الحوار فيقدم كل ضيف رأيه، وكان هذا البرنامج يجرى أحيانا عبر الهاتف مما أوجد نوعا من الصعوبة والتحدي فيه.
في عام 2000، قدم فائز برنامجاً عنوانه «حكايات حجر» وقد استمر لسنتين، وحقق نجاحاً كبيراً جداً، تحدث فيه عن الأساطير القديمة، السورية أو المصرية، أو العراقية، إلخ، وعن التاريخ القديم أيضاً، ذلك البرنامج حقق نجاحاً كبيراً حتى أن الإدارة فوجئت بكم الرسائل التي كانت تصل إلى البرنامج، فما حصل أن الناس كان لديها تعطش لهذا الجانب، إذ لا يعرفون عنه شيئاً، وما هو مكتوب عنه يعد بالقليل، ولعل وجود فائز مقدسي في أوروبا ومعرفته باللغات الأجنبية سمحت له بالاطلاع موسعاً على كتابات دوّنت بالإنكليزية والفرنسية والإيطالية والألمانية، وهي كتابات مذهلة حول التاريخ الشرق أوسطي القديم. وهذا ما أثار اهتمام المستمعين وأعطاهم معارف جديدة. وقد سرّ الناس لتلك المعلومات التي قدمت لهم، وتنوع ضيوف هذا البرنامج ليشمل مختصين باللغات القديمة يقرأ بعضهم نصاً باللغة البابلية، أو باللغة الفرعونية المصرية القديمة، وكانت هذه التجربة الثورية على مستوى الإذاعات العربية والعالمية لأننا لا نعرف كيف كان الأقدمون ينطقون الكلمات وبالتالي مكنت الكثيرين أن يسمعوا ولأول مرة طريقة النطق والكلام بلغات سادت ثم بادت، ويكاد يستحيل توصيل هكذا تجربة عبر كتاب مطبوع. تعرّف المستمعون عبر هذا البرنامج على شخوص تاريخية كثيرة، ومنها جلجامش والملك حمورابي وعشتار وغيرهم.
له كذلك برنامجه الإذاعي الشهير «أمواج» الذي كان يقدمه مساء كل جمعة ليجيب فيه على تساؤلات المستمعين العرب كما قدم «سوناتا ليلية» معرفا فيها مستمعيه على الموسيقا الكلاسيكية الأوروبية، مما حدى بالكثير منهم ليحبّوا الموسيقى الكلاسيكية، كانت فكرة البرنامج تقديم معلومات بشكل مبسط جداً عن مؤلف المقطوعة الموسيقية، وكيفية تأليفه لها. ومما عزز نجاح البرنامج حسن اختيار السيمفونيات والأوركيسترات.
أما آخر برنامج فكان «حوار» يطرح فيه موضوعاً معيناً ويقدم شهادات من أشخاص عديدين، حتى من مستمعين عاديين، إذ يعطون رأيهم في فكرة أو في موضوع معين، وهناك ضيف أو ضيفان يستمعان إلى الشهادات ويعلّقان عليها.
غادر الإعلامي فائز مقدسي إذاعة مونت كارلو الدولية عام 2010، بعد مشوار ثري ومذهل امتد 21 عاما، قدم خلالها العديد من البرامج التي نالت استحسان المستمعين. كانت مغادرته للإذاعة مفاجئة وصادمة لكافة مستمعيه وطرحت الكثير من التساؤلات التي يجد أحد جوابا لها؛ والكل بين مصدق ومكذب، وعقد الكثيرون من محبي فائز مقدسي آمالا عريضة على عودته لـ «إذاعة مونت كارلو الدولية» أو أي إذاعة أخرى؛ إلا أن هذا للأسف لم يحدث.

## النشاط البحثي والعلمي
نشر فائز مقدسي العديد من الأبحاث التاريخية عبر دور نشر في باريس وبيروت ودمشق وتنوعت موضوعاتها بين تاريخ الشرق الأدنى القديم واللغة والشعر إضافة إلى نشره العديد من الأبحاث حول الشعر الفرنسي المعاصر.
تتلخص نظرية فائز عن الشعر و«الكتابة الشعرية» بأنها تهدف إلي إعلاء شأن الإنسان وكشف جوانب غير معروفة منه بعد. فالنص الشعري جمال مطلق؛ وكتابة تختلف عن الأنماط الإبداعية الأخرى من الكتابة. ليصبح بحثا في الشكل أولاً ثم يأتي المعني ثانياً. وبعبارة أخرى؛ يأتي المعني من الشكل. فيقول الشاعر ما يريد قوله عن طريق الشكل. تماما كما كانت تعمل جماعة الكيمياء القديمة «الخيميائيين» لاستخلاص الجمال عن طريق مزج الأشياء ببعضها البعض حتي يتكشف للشاعر وجه لم يكن يعرفه من قبل المزج الكيميائي للكلمات. وهناك يكمن عنصر سحري في اللغة وفي الألفاظ يهدف الشعر إلي الكشف عنه ليصنع كتابة جديدة فيها قوة سحرية تستطيع أن تكشف حقيقة الوجود وحقيقة الإنسان وحقيقة الطبيعة. حيث يصير بوسع القصيدة أن تلهم زهرة كما أن زهرة تلهم الشاعر قصيدة.
على ضوء النظرية السابقة جاءت تجربة فائز مقدسي الأولى في كتابه الأول «سيمياء - أبجدية الأفعى» الذي صدر في باريس بالعربية مع ترجمة فرنسية.
صدر له في بيروت بالعربية مع ترجمة فرنسية أيضا كتاب «الحبل بلا دنس» ويعد امتدادا لكتابه الأول؛ وإن نحت لغته فيه - عن عمدً - منحىً أكثر سهولة. وتميز بنصوص قصيرة وشفافة بما يشبه استرجاع للطفولة وللتاريخ. أما العنوان فله علاقة بالمفهوم المسيحي عن ولادة المسيح من مريم علي نحو إلهي والقصة موجودة أيضاً في القرآن الكريم. وهي تدل علي فكرة النقاء البدئي وهو ما قصد المؤلف أن يتوصل إليه عن طريق العبارات التي حاول أن يكون لها أكثر من معني في كل قراءة وهذا ما أسماه مقدسي «سحر الكتابة».
سحر الكتابة التي تمخض عنه كتابه الثاني كان الرحم التي ولد منها إصداره الثالث بعنوان «الحياة السحرية» الذي صدر في دمشق. وفيه مزج الحقيقة بالوهم. والواقع اليومي بالتاريخ كي يعطي للنص دلالة متعددة. وقد لجأ فيه إلي الكتابة الموجزة أو النص المختزل حيث حملت كل عبارة في طياتها وفي طريقة صوغها دلالات متعددة وإشارات كثيرة على القارئ مهمة أن يستخلص المعاني منها كما يشاء. ويشير فائز مقدسي عن قناعة شخصية أن مشكلة شعر اللغة العربية قديمة وحديثة رضوخه لثرثرة لا تنتهي.
تنوعت اهتمامات فائز مقدسي اللغوية لتشمل اللغات الشرقية القديمة والشعر الكنعاني، ما حداه لترجمة العديد من القصائد بلغات مختلفة كالفارسية والتركية والأوجاريتية هذا الاهتمام مرده إيمانه العميق بأن اللغة تسمح لنا أن نلج إلي بواطن الأمور. وأن نكتشف ما هو خفي في الذاكرة الشعبية التاريخية لشعب من الشعوب. وتحاكي هذه الفكرة بعض مدارس علم النفس - وعلي نحو خاص مدرسة «الجشطلت» - التي تقول إن الإنسان يتذكر، وهو يظن أنه يتعلم. أي أنه يسترجع ما هو مخزّن في ذاكرته الجماعية - الكونية.
يعكف فائز مقدسي على مشروع مع وزارة الثقافة السورية لطبع جميع الأبحاث التي تم نشرها في مجلة المعرفة على مدى أربع سنوات، لضمها في كتاب بعنوان «تاريخ سورية القديم» كما يعد العدة لإصدار ديوان شعري جديد.

## صدر له
- سيمياء - أبجدية الأفعى
- الحبل بلا دنس
- الحياة السحرية
- بعل وموت
- الأصول الكنعانية للمسيحية
- قصائد أوغاريتية
- الساعة الناقصة - ديوان شعري صدر في دمشق

## أشهر برامجه الإذاعية
- العوالم السحرية
- حكاية حجر
- دروب القمر
- مسافات
- فصول
- أمواج
- سوناتا ليلية
- أفكار
- أنتم والنجوم - مساء كل أربعاء - ويستضيف فيه نجوم الموسيقى والغناء الشباب من الوطن العربي.
- حوار - مساء كل ثلاثاء.

## الوفاة
توفي فايز مقدسي في 5 مارس 2019 عن عمر ناهز الثالثة والسبعين.